# Johann August Moritz Brühl
Johann August Mori(t)z Brühl (* 24. Juli 1819 in Düsseldorf; † 13. Januar 1877 in Wien) war ein deutscher Journalist, Schriftsteller und Übersetzer.

## Leben
Brühl war der Sohn von Koppel (Carl) Brühl und Johanne „Hannchen“ Buchsbaum, der Vater der Malerin Marie Jensen (1845–1921), Schwiegervater des Schriftstellers Wilhelm Jensen (1837–1911), und Urgroßvater des Schriftstellers Hans Heyck (1891–1972).
Brühl übersiedelte als Junge mit seiner Mutter von Düsseldorf zu seinen Großeltern nach Frankfurt am Main, wo er das Philanthropin und das Gymnasium besuchte.  Er studierte in Heidelberg, Bonn und in England (Dr. phil.) und veröffentlichte erste literarische Werke.
Im Herbst 1841 gründete er die Mannheimer Abendzeitung, arbeitete jedoch nur kurzfristig an dieser Zeitung und widmete sich dann für mehrere Jahre dem Studium deutscher und ausländischer Literatur. Während dieser Zeit hatte er schwere Glaubenskämpfe, die er im 1844 erschienenen Buch Selbstbekenntnisse eines Katechumenen beschrieb.
1844 heiratete Brühl die Kölnerin Maria Theresia Mayer (1821–1871). Das Ehepaar wohnte u. a. in Würzburg, wo seine vier Kinder geboren wurden.
Von 1855 bis 1860 lebte Brühl in Münster/Westfalen, wo er beim Westfälischen Merkur und  Civilta Cattolica als Journalist tätig war. Ab 1860 war er in Wien ansässig, zuerst als Journalist für Wiener Vaterland, dann für die Wiener Correspondenz.  Nach dem Tod seiner ersten Frau heiratete Brühl im Juni 1872 die Wienerin Rosalia Singer (* 1837).

## Veröffentlichungen (Auswahl)
Brühl veröffentlichte seine Werke unter mehreren Versionen seines Namens: Johann August Moritz Brühl, J. A. Moriz Brühl, Moriz Brühl
- Selbstbekenntnisse eines Katechumenen. Regensburg: G. Joseph Manz,  1844.
- Irland und O’Connell. Beiträge zur Kenntnis der neueren Geschichte Irland’s. Regensburg: G. Joseph Manz,  1845
- Geschichte der Gesellschaft Jesu. Eine politisch-literarische Darstellung. Würzburg: Verlag der Stahel’schen Buchhandlung,  1846
- Geheime Geschichte der Wahl Clemens XIV, und die Aufhebung des Jesuitenordens. Aachen: Hensen,  1848
- Geschichte der Katholischen Literatur Deutschlands vom 17. Jahrhundert bis zur Gegenwart. Leipzig: Heinrich Hübner, 1854.[4]
- Die Geheimbünde gegen Rom. Prag: Kober und Markgraf,  1860.
- Napoleon I und Rom. Ein Geschichtsbild für die Gegenwart. Regensburg: Alfred Coppenrath,  1861.